# Pseudois nayaur
O carneiro-azul (Pseudois nayaur), também conhecido como bharal (do hindi भड़ल), é um caprino nativo das altas montanhas do Himalaia e do Platô Tibetano. Pode ser encontrado em uma ampla área desde o Nepal, Butão, norte da Índia, norte do Paquistão, norte de Myanmar até a China (Gansu, Ningxia, Mongólia Interior, Qinghai, Sichuan, Tibete, sudeste de Xinjiang e norte de Yunnan).
O carneiro-azul ocupa uma ampla variedade de habitats na região, incluindo encostas gramadas nas montanhas entre 2500 e 5500 metros de altitude. São animais capazes de manter altas densidades populacionais em habitats geralmente inóspitos para outras espécies selvagens, sendo muito tolerantes a extremos ambientais, desde um calor escaldante de montanhas desérticas até os ventos fortes e frios das encostas.
Os carneiros-azuis estão ativos durante o dia, alimentando-se de gramíneas, ervas alpinas e líquens encontrados nas encostas gramadas do prados alpinos. Geralmente evitam áreas de floresta, preferindo regiões com penhascos e encostas rochosas, onde o relevo acidentado favorece a fuga dos predadores, em especial os leopardos-das-neves. Essa espécie costuma viver em grandes rebanhos, mas grupos menores, com cerca de 300 indivíduos, também são observados. Os machos podem formar rebanhos exclusivos ou se juntar a grupos familiares.
A temporada de acasalamento ocorre entre dezembro e janeiro, seguida por uma gestação de 160 dias, na qual raramente são gerados gêmeos. Os cordeiros nascem no início do verão (meados de junho). O desmame ocorre em cerca de seis meses e os animais atingem a maturidade sexual com um ano e meio de idade. Entretanto, os machos não são totalmente sexualmente ativos até os 7 anos. O carneiro-azul pode viver de 12 a 15 anos, embora animais com mais de 10 anos sejam raramente encontrados.
O carneiro-azul foi representado no jogo Far Cry 4, lançado pela Ubisoft em 2014 e ambientado no país fictício de Kyrat, na cordilheira do Himalaia.